# Київське товариство захисту тварин
Київське товариство захисту тварин (КТЗТ, або КМТЗТ) — неприбуткова громадська організація, що займається захистом тварин переважно в м. Києві.

## Історія
КТЗТ бере початок від 1960 р., коли при київському товаристві охорони природи було започатковано першу в Україні секцію захисту тварин. Згодом секція стала самостійною організацією, яка отримала назву Київське міське добровільне товариство захисту тварин. Одним з його організаторів був український письменник М. Т. Рильський.
1980 р. став піковим за кількістю знищених негуманними методами (забиттям, отруєнням) безпритульних тварин. [джерело не вказане 4286 днів] Причина — підготовка столиці до всесвітнього свята спорту «Олімпіади-80». У 1981 р. діаграма трохи спала. КТЗТ активізувало свої протести.
У 1987 р. на прохання представників КТЗТ міською владою було закріплене місце для притулку на Татарці. Безпритульних тварин у ньому тримали в умовах голодування, антисанітарії і безконтрольного розмноження. Згодом притулок перенесли до с. Синяк (35 км від Києва), де умови перебування для тварин були аналогічними. Як реакція на такий стан справ 11 вересня 1999 р. відбулась конференція захисників тварин м. Києва, на яких було переобрано правління КТЗТ. Головою правління стала А. В. Серпінська.
У травні 2000 р. КТЗТ знаходить нове місце для створення притулку у напівзруйнованому телятнику в смт Гостомель Київської області. Облаштування притулку здійснювалося силами активістів КТЗТ та волонтерів, без фінансової допомоги з боку держави чи міжнародних організацій.

## Сучасний стан
КТЗТ продовжує активну діяльність із захисту тварин. У гостомельському притулку є зимові і літні вольєри. Площа зимових вольєрів у критому приміщенні з цегляними стінами — 400 кв.м., кількість зимових вольєрів для собак — 17, для кішок — 4. Літні вольєри розташовані уздовж стін критого приміщення і займають площу 1100 м², їхня кількість — 44. Вольєри притулку обнесені сіткою рабицею. Крите приміщення взимку опалюється за допомогою 4-х цегляних печей, має електричне освітлення та водопровід. У критому приміщенні окрім вольєрів для собак знаходяться кімнати для персоналу та ветеринарного огляду тварин.
Забезпечення діяльності здійснюється за рахунок добровільних пожертвувань членів КТЗТ та інших громадян. У зв'язку із відсутністю стабільних джерел фінансування КТЗТ постійно потребує матеріальної і фізичної допомоги волонтерів.
КТЗТ є членом Асоціації зоозахистних організацій України (АЗОУ)